# Porcelain (Fuel)
Porcelain è il terzo EP del gruppo musicale statunitense Fuel, pubblicato il 1º maggio 1996.

## Tracce
1. Ozone Baby (Sucker)
2. Song For You
3. Shimmer
4. Nothing
5. Sunday Girl
6. Mary Pretends
7. Hideaway